# Жонатан Брізон
Жонатан Брізон (фр. Jonathan Brison, нар. 7 лютого 1983, Суассон) — французький футболіст, що грав на позиціях лівого флангового захисника та півзахисника. Виступав у Лізі 1 у клубах «Нансі» та «Сент-Етьєн».

## Ігрова кар'єра
У дорослому футболі дебютував 2002 року виступами за команду клубу «Нансі», в якій провів десять сезонів, взявши участь у 241 матчі чемпіонату.  Більшість часу, проведеного у складі «Нансі», був основним гравцем команди.
До складу клубу «Сент-Етьєн» приєднався 2012 року, відразу ставши основним гравцем команди із Сент-Етьєна та вигравши в першому сезоні кубок ліги. Проте з сезону 2013/14 потрапив у конкуренцію за місце в основному складі: спочатку з Фаузі Гулямом, потім з орендованим у київського «Динамо» Бенуа Тремулінасом, і зрештою з Франком Табану.
Завершив професіональну кар'єру в клубі Ліги 2 «Ніор», за який грав з 2016 до 2018 року.
В сезоні 2018/2019 грав для задоволення в клубі «Ла-Невіллетт-Жамен» з околиці Реймса, який виступав у третій регіональній лізі.

## Титули і досягнення
- Володар Кубка французької ліги (2):

«Нансі»: 2005-06
«Сент-Етьєн»: 2012-13